# Enrique Vidal Munárriz
Enrique Vidal Munárriz (Pamplona 1893-Burgos, 17 de junio de 1955) fue un militar español.

## Biografía
Militar profesional, pertenecía al arma de infantería, era hijo y hermano de militares, su padre fue Joaquín Vidal Cristóval, capitán de Infantería y su hermano Joaquín Vidal Munárriz coronel de infantería. Realizó estudios en la Academia de infantería de Toledo, donde fue compañero de promoción de Francisco Franco.
Tras el estallido de la Guerra civil se unió a las fuerzas sublevadas. A lo largo de la contienda llegó a mandar la 2.ª Brigada de la 122.ª División, siendo posteriormente jefe de infantería de la 32.ª División. Tras el final de la contienda habría realizado gestiones para conmutar la pena de muerte de su hermano Joaquín —que se había mantenido fiel al gobierno de la República—, gestiones que fueron infructuosas pues fue fusilado en agosto de 1939.
En la inmediata posguerra fue destinado a Canarias, donde ocupó diversos puestos. En 1952 fue ascendido al rango de general de brigada, y poco después ascendería a general de división. En 1955 recibió el mando de la División n.º 62 de montaña. Falleció repentinamente en Burgos el 17 de junio de 1955. Está enterrado en el Cementerio de Polloe.